# Onna bugejša

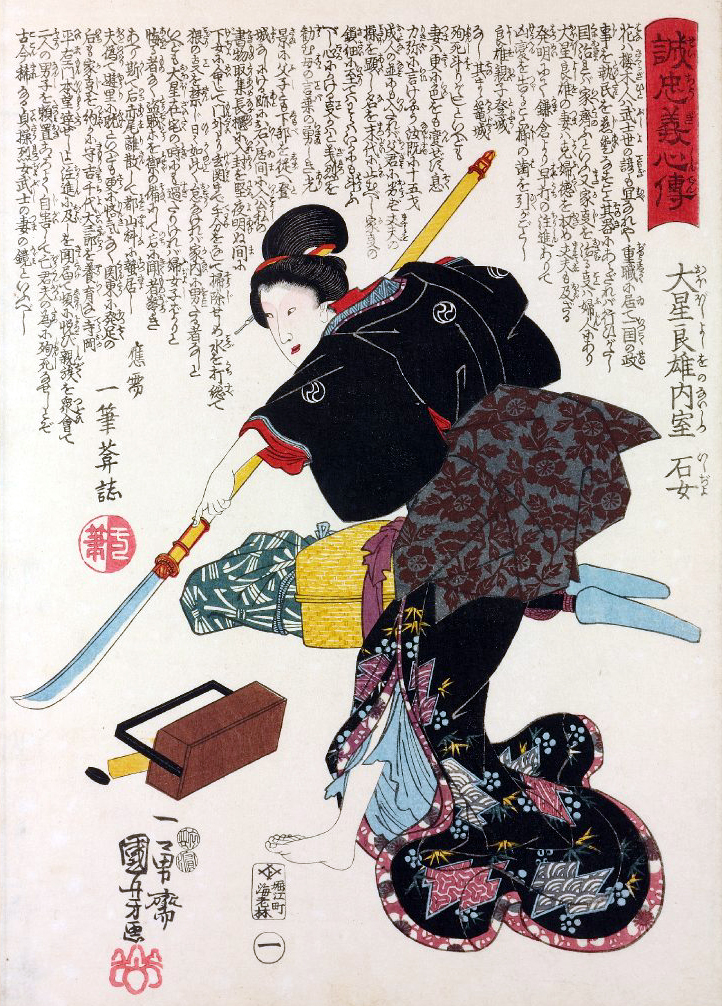
Iši-džó se zbraní naginata na dřevořezu Kunijošiho Utagawy

Onna bugejša (女武芸者) je japonské označení pro ženy-válečnice předmoderního japonska. Tyto ženy bojovaly v bitvách po boku samurajů. Byly členkami válečnické třídy feudálního Japonska, které byly cvičeny v užívání zbraní k ochraně domácnosti, rodiny a cti v dobách války. Mají také významnou roli v japonské literatuře. Slavnými a vlivnými zástupkyněmi onna bugejša jsou Tomoe Gozen a Hangaku Gozen.

## Zbraně
Onna bugejša nejčastěji užívaly k boji naginata – univerzální zbraň podobnou kopí s tyčovou násadou se zahnutou čepelí na konci. Tato zbraň byla oblíbena kvůli své délce, která vykompenzovala výhodu síly a velikosti mužských oponentů. Naginata vyplňuje mezeru mezi katanou a kopím jari, čímž je poměrně účinná zbraň v boji zblízka, kdy je možné si držet útočníka dál od těla a je také poměrně efektivní proti jízdě. Díky tomu ji užívalo mnoho legendárních samurajských bojovnic a naginata se stala ikonickou zbraní onna bugejša. V období Edo vzniklo mnoho škol zaměřených na používání naginaty, které udržovaly její asociaci se ženami.
Protože hlavním účelem jako onna bugejša bylo chránit své domovy před nájezdníky, byl kladen důraz na zbraně na dálku, které měly být vystřelovány z obranných struktur.